# Оудсхурн
Оудсхурн (Аудсхорн, африк. Oudtshoorn) — небольшой городок в ЮАР, в районе Эден Западно-Капской провинции, в межгорной долине Малое Кару, расположенной между северными (Свартберге, Коуга) и южными (Лангеберге, Оутениква) цепями хребтов. 

## Некоторые факты
- Город расположен на правом берегу реки Улифантс, у устья левого притока Камманасси (Kammanassie River, Камманассирифир[5]), на котором находится водохранилище Камманасси[англ.], к западу от гор Каманасси[англ.] (1854 м).
- Число жителей 80300 (на начало XXI века).
- Здесь прожил большую часть жизни известный южноафриканский поэт и писатель Корнелис Якобус Лангенховен.
- В годы Второй мировой войны Оудсхурн получил известность как «дом польских детей» — сюда были эвакуированы дети беженцев, преимущественно из Польши, а также из Балканских стран и даже СССР.
- На территории местного аэродрома базировалась 45-я авиационная школа, где в период с  ноября 1940 по август 1949 готовили военных лётчиков Второй мировой войны. Сейчас здесь расположена Южноафриканская академия лётных испытаний (TFASA) Архивная копия от 20 ноября 2021 на Wayback Machine (основана в 1998 году как Национальная школа лётчиков-испытателей ЮАР - NTPS SA)[7].
- Здесь расположена одна из известных в стране страусовых ферм.

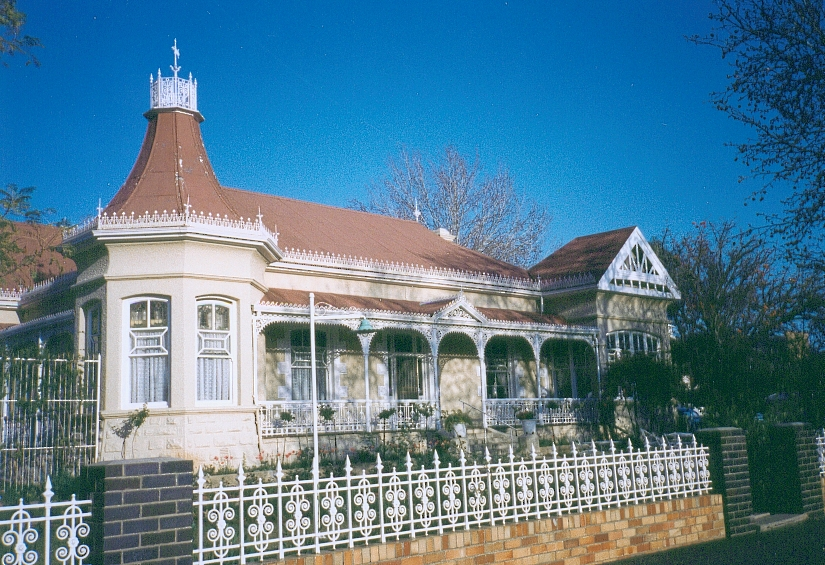
Историческое здание
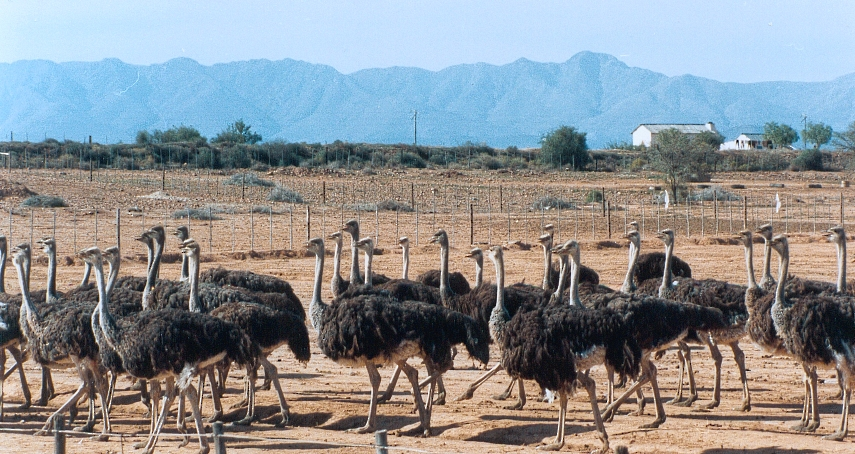
Страусиная ферма Хайгейт